# Nagy Viktor (rendező)
Nagy Viktor (Dombóvár, 1954. január 25. –) Jászai Mari-díjas magyar rendező, zenetanár, érdemes művész, színigazgató.

## Életpályája
1954-ben született Dombóváron. 1968–1972 között a Pécsi Művészeti Szakközépiskola kürt szakán tanult. 1973–1976 között a Liszt Ferenc Zeneművészeti Főiskola zenetanár szakán diplomázott. Rendező szeretett volna lenni, ezért 1983-ban beiratkozott a Színház- és Filmművészeti Főiskola rendezői szakára, ahol 1988-ban végzett Vámos László osztályában. Mellette 1983–1988 között elvégezte a Liszt Ferenc Zeneművészeti Főiskola zeneelmélet, partitúraolvasás, zongora szakát is. 1988–1991 között a Madách Színházban rendezett. 1991–2007 között a Magyar Állami Operaház tagja volt; 1991–1993 között főrendezője, 1993–2007 között rendezője volt. 2002-ben a Miskolci Nemzeti Színház zenei vezetője volt. 2008–2011 között volt a Győri Nemzeti Színház igazgatója, 2011-től a színház rendezője volt, majd szabadúszó. 2013-tól a Magyar Művészeti Akadémia rendes tagja.
2018-ban a budapesti Újszínházban Herczeg Ferenc Bizánc c. drámáját állította színpadra. 2021-2023 között az Újszínház főrendezője. 2024-től a Pesti Magyar Színház igazgatója.
2023-tól a Színház- és Filmművészeti Egyetem osztályvezető tanára.

## Rendezései

### Turay Ida Színház
Topolcsányi Laura - Segítség, én vagyok a feleségem!

### Madách Színház
- Müller Péter–Tolcsvay László–Bródy János: Doctor Herz
- Bertolt Brecht: A szecsuáni jólélek
- William Shakespeare: Lear király
- Péreli Gabriella: Roncsderby
- Müller Péter–Müller Péter Sziámi–Tolcsvay László: Mária Evangéliuma
- Németh László: Széchenyi
- Charles Dickens: Isten pénze
- Várkonyi Mátyás: Will Shakespeare vagy akit akartok
- Mikszáth Kálmán: Beszterce ostroma

### Győri Nemzeti Színház
- Dickens: Isten pénze
- Kálmán Imre: Csárdáskirálynő
- Jonathan Larson: Rent
- Gárdonyi Géza–Várkonyi Mátyás: Egri csillagok
- Offenbach: Hoffmann meséi
- Kander–Ebb: Kabaré
- Müller Péter: Mária Evangéliuma

### Szegedi Nemzeti Színház
- Offenbach: Hoffmann meséi
- Erkel Ferenc: Hunyadi László
- Bizet: Carmen
- Verdi: Aida

### Pécsi Nemzeti Színház
- Donizetti: Szerelmi bájital
- Mozart: Szöktetés a szerájból
- Pirandello: IV. Henrik
- Gounod: Faust
- Verdi: Falstaff
- Petőfi Sándor–Kacsóh Pongrác: János vitéz
- Gounod: Rómeó és Júlia
- Csiky Gergely: Nagymama

### Magyar Állami Operaház
- Puccini: Tosca
- Offenbach: Orfeusz az Alvilágban
- Berg: Wozzeck
- Cilea: Adriana Lecouvreur
- Wagner: A nibelung gyűrűje
- Wagner: A Rajna kincse
- Wagner: A Walkür
- Wagner: Siegfried
- Wagner: Az istenek alkonya
- Bartók Béla: A kékszakállú herceg vára
- Verdi: Aida
- Puccini: A köpeny
- Rossini: Hamupipőke
- Verdi: Rigoletto
- Dohnányi Ernő: A vajda tornya

### Miskolci Nemzeti Színház
- William Shakespeare: Hamlet, dán királyfi
- Andrew Lloyd Webber: Evita

### Pesti Magyar Színház
- Dés László - Nemes István - Böhm György - Korcsmáros György - Horváth Péter: Valahol Európában

### Újszínház
- Kerényi Imre - Balogh Elemér - Rossa László: Csíksomlyói passió

## Tévéfilmjei
- Terzett (1989)
- Bohémélet (1990)

## Díjai, elismerései
- Goethe Institut ösztöndíja (Németország) (1990)
- Nádasdy Kálmán-díj (2012)
- Jászai Mari-díj (2014)
- Érdemes művész (2020)
- Tolnay Klári-díj (2021)[8]